# Торолд (Онтарио)
Торолд (енгл. Thorold) је град у Канади у покрајини Онтарио. Према резултатима пописа 2011. у граду је живело 17.931 становника.

## Становништво
Према резултатима пописа становништва из 2011. у граду је живело 17.931 становника, што је за 1,6% мање у односу на попис из 2006. када је регистровано 18.224 житеља.
| 2006.  | 2011.  |
| ------ | ------ |
| 18.224 | 17.931 |